# Hoppál Mihály
Hoppál Mihály (Kassa, 1942. október 31. –) Széchenyi-díjas etnológus, folklorista, az MTA Bölcsészettudományi Kutatóközpont Néprajztudományi Intézet kutatója. Kutatási területei a samanizmus hagyományos és modern formái, etnoszemiotika, mitológiakutatás és a népi gyógyászat.

## Életútja
1961 és 1966 között a Debreceni Egyetem (Kossuth Lajos Tudományegyetem) Bölcsészettudományi Karán, néprajz, muzeológia és magyar nyelv és irodalom szakon tanult és diplomázott. 1972-ben bölcsészettudományi doktorátust szerzett, 1990-ben az irodalomtudomány (néprajz) kandidátusa lett. 2006-tól az MTA doktora.
1967-től dolgozott az MTA BTK Néprajztudományi Kutatóintézetében, ahol 2003 és 2009 között igazgatói posztot is betöltött. 1998 és 2010 között az Európai Folklór Intézet alapítója, valamint az intézmény igazgatója volt.

## Díjai, kitüntetései
- Jankó János-díj (1972)
- Helsinki Egyetem emlékérme (1983)
- Simonyi ösztöndíj (2003)
- Pitrè-díj (2003)
- Prima-díj (2013)
- Széchenyi-díj (2018)
- A Magyar Érdemrend középkeresztje (2022)[2]

## Munkássága

### Terepmunka
- 1967–69 Egy falu kommunikációs rendszere (Visonta, Magyarország – 6 hónap)
- 1975–76 Összehasonlító mitológiakutatás (Kirgizisztán, Grúzia, Örményország – 6 hónap)
- 1979–82 Változások egy magyar faluban (Pusztafalu, Magyarország – 4 hónap)
- 1983–84 Az identitás megőrzése: összehasonlító kutatás egy magyar és egy amerikai közösségben (Magyarország és USA – 2x4 hónap)
- 1986 Samanizmus Szibériában (Burjátföld, Szovjetunió – 3 hónap)
- 1989 Magyar etnikus hagyományok kutatása Ausztráliában (Canberra, Ausztrália (ország) – 4 hónap)
- 1990 Etnikus hagyományok kutatása egy amerikai magyar közösségben (South Bend (Indiana), USA – 3 hónap)
- 1991-től folyamatosan végez terepmunkát samanizmuskutatás témakörében: Dél-Korea, Kína, Mandzsúria, Jakutföld, Nanajföld (Amur-mente), Tuva, Burjátföld, Mongólia

## Publikációi
Hoppál Mihály teljes publikációs listája megtekinthető az MTMT adatbázisában.

### Kötetei
- Cs. Pócs Éva–Hoppál Mihály: Kérdőív a palóc néphit és népi gyógyászat gyűjtéséhez; Heves Megyei Tanács, Eger, 1970 (Palóc kutatás)
- Egy falu kommunikációs rendszere; Magyar Rádió és Televízió Tömegkommunikációs Kutatóközpontja, Bp., 1970 (Az MRT Tömegkommunikációs Kutatóközpontjának szakkönyvtára)
- Imreh Pál–Hoppál Mihály: Fejfák és temetők Erdélyben; MTA Néprajzi Kutató Csoport, Bp., 1977
- Ipolyi Arnold; Akadémiai, Bp., 1980 (A múlt magyar tudósai)
- A samanizmus. Források; KCST, Bp., 1988 (Keleti vallások)
- Tulipán és szív. Szerelmi jelképek a magyar népművészetben; fotó Kútvölgyi Mihály; Csokonai, Debrecen, 1990
- 1992 Etnoszemiotika. Debrecen: KLTE Néprajzi Tanszék
- 1992 Studies on Shamanism. (Társszerző: A.-L. Siikala) Helsinki – Budapest
- 1994 Sámánok – Lelkek és jelképek. Budapest: Helikon
- 1994 Schamanen und Schamanismus. Augsburg: Pattloch Verlag
- 1998 Studies on Shamanism. (Társszerző: A.-L. Siikala) Budapest: Akadémiai Kiadó (Második kiadás)
- 1998 Folklór és közösség. Budapest: Széphalom
- 1998 Zusetsu shahmanizumu no sekai. (A Sámánok... japánul) Tokyo: Seidosha
- 2000 Shaman Traditions in Transition. Budapest: International Society for Shamanistic Research
- 2000 Studies on Mythology and Uralic Shamanism. Budapest: Akadémiai Kiadó
- 2002 Das Buch der Schamanen: Europa und Asien. Berlin: Ullstein
- 2002 Tushuo samanjiao shijie (‘A samanizmus világáról képekben\' – A Sámánok… kínaiul. Ford. Bai Shen). Hailar: Belső Mongóliai Evenki Kutatóintézet kiadása
- 2002 Teatro Cosmico: Simboli e miti degli sciamani siberiani. Milano: Contemporanea – Budapest: International Society for Shamanistic Research
- 2003 Ethnosemiotics in Hungary. (Társszerző: Voigt Vilmos) Budapest: European Folklore Institute
- 2003 Šamaanid. Aasias ja Europas. Tallin: Varrak
- 2003 Šamaanien maailma. Jyväskylä: Atena
- Tanulmányok Diószegi Vilmosról; Magyar Vallástudományi Társaság, Bp., 2003 (Vallástudományi tanulmányok)
- Folklór és hagyomány; Gondolat–EFI, Bp., 2004 (Örökség)
- 2005 Sámánok Eurázsiában. Budapest: Akadémiai Kiadó 268 o.
- 2006 Hiedelem és hagyomány. L'Harmattan, Budapest, 224 o. (Szóhagyomány. sorozatszerk. Nagy Ilona)
- 2007 Shamans and Traditions. Budapest, Akadémiai Kiadó, 202 o.
- 2008a Etnosemiootika. Tartu: EKM Teaduskirjastus, Eesti Fokloori Instituut. 234 p. (Sator 7.)
- 2008b Shamanic Songs ad Narratives as Intangible Heritage of Mankind. Budapest: European Folklore Institute. 2008. 20. p. (EFI Communicationes No. 20.)
- 2009. Szamani Eurazjatyccy. Warszawa: Iskry, 304 p.
- 2010 Sámánok világa. Budapest, Püski Kiadó. (331 o.)
- 2010 Uralic Mythologies and Shamans. Budapest, Institute of Ethnology. (210 o.)
- 2011 Folklór és emlékezet. Budapest: Európai Folklór Intézet, 220 o.
- Védjük hagyományainkat! Hoppál Mihály néprajztudóssal beszélget Mezei Károly; Kairosz, Bp., 2011 (Magyarnak lenni)
- Március 15-e emlékérem, 1981–2010; szerk. Hoppál Mihály, interjúk Csörgő Zoltán; 2. jav. kiad.; Széphalom Könyvműhely–Méry Ratio, Bp., 2012
- 2012 Avrasia’da samanlar. Istanbul: 343 o. (Fordította:)
- A sámánság újjászületése; Balassi, Bp., 2013
- Shamans and symbols. Prehistory of semiotics in rock art; International Society for Shamanistic Research, Bp., 2013
- Avrasya'da Şamanlar; törökre ford. Bülent Bayram, Hüseyin Şevket Çağatay Çapraz; Yapi Kredi Yayinlari, Isztambul, 2014
- Ethnosemiotics. Approaches to the study of culture; Hungarian Association for Semiotic Studies, Bp., 2014
- Mítosz és emlékezet; Magyar Vallástudományi Társaság–L'Harmattan, Bp., 2014 (Vallástudományi könyvtár)
- Şamanlar ve Semboller. Kaya Resmi ve Göstergebilim; Yapi Kredi Yayinlari, Isztambul, 2015
- Sámánok, képek, szertartások. Hoppál Mihály néprajzi jegyzetei, Nádorfi Lajos fényképei; Minden Kép, Bp., 2015
- Shamanhood. Traditions in transformation; Research Center for the Humanities Institute of Ethnology Hungarian Academy of Sciences–International Society for Shamanistic Research, Bp., 2015
- The history of ISSR, 1991–2015; International Society for Shamanistic Research, Bp., 2015 (International Society for Shamanistic Research)
- Shamans, images and rituals. Mihály Hoppál ethnographic notes, Lajos Nádorfi photographs (Sámánok, képek, szertartások); angolra ford. Frank Orsolya; Minden Kép, Bp., 2016
- Jelek és sámánok a sziklarajzokon; Gondolat, Bp., 2016
- Folkloristica varietas. Válogatott tanulmányok, 1-3.; MTA Bölcsészettudományi Kutatóközpont–Európai Folklór Intézet, Bp., 2018
- A kultúra mint emlékezet. Lükő Gábor munkássága; MMA, Bp., 2018
- Kis magyar rádió néprajz; Gondolat, Bp., 2018
- Gondolat és forma. Hoppál Mihály festményei és grafikái, 1960–1970; szerk., tan. Szulovszky János; Plusz Könyvek, Bp., 2018
- Sámán művészet; Szenzár, Bp., 2019

## Társadalmi tevékenysége
- Magyar Néprajzi Film Bizottság 1970–1975 főtitkár; 1988–1992 elnök
- Népi Gyógyászat Kutató Bizottság 1971–1975 főtitkár
- MTA Uralisztikai Komplex Bizottság 1976–1980
- MTA Szemiotikai Munkabizottság 1981–1990
- MTA Őstörténeti Munkabizottság 1985–1990
- Commission on Visual Anthropology of the International Union of Anthropological and Ethnological Sciences (IUAES) 1991–1994
- Advisory Committee of the Journal of Anthropology and Archeology of Eurasia 1995–*International Society for Shamanistic Research (ISSR) 1988–1990 főtitkár; 1991–1993 társelnök; 1993– elnök
- Magyar Vallástudományi Társaság 1997– elnök
- Encyclopaedia of Uralic Mythologies – Nemzetközi Kutatási Együttműködés 1993–2002 alapító és főszerkesztő A.-L. Siikalával és V.V. Napolskihval
- UNESCO Commission for Safeguarding Folklore and for Living Human Treasures, 1998–1999
- Magyar UNESCO Bizottság Kulturális Albizottság 2002–2010 elnök
- International Society for Hungarian Studies, 2006– alelnök

## Lexikonszócikkek
- Sz. A. Tokarev: Mitológiai enciklopédia I-II., Gondolat Kiadó, Budapest, 1988, ISBN 9632820266
- Finnugor életrajzi lexikon. Szerk. Domokos Péter. Bp., Tankönyvkiadó, 1990
- Kortárs magyar írók 1945–1997. Bibliográfia és fotótár. Szerk. F. Almási Éva. Bp., Enciklopédia Kiadó, 1997, 2000
- Magyar ki kicsoda 1990. Több mint 6000 élő magyar életrajza. Főszerk. Hermann Péter, szerk. Markóczy Mária. Bp., Láng Kiadó–TEXOFT Kft., 1990
- Révai Új Lexikona. Főszerk. Kollega Tarsoly István. Szekszárd, Babits, 1996–
- Új magyar irodalmi lexikon. Főszerk. Péter László. Bp., Akadémiai Kiadó, 1994
- Who is Who Magyarországon. Kiegészítő kötet. 2. kiad. 2004. Zug, Hübners blaues Who is Who, 2004